# Makary III (Zaim)
Makary III, nazwisko świeckie Zaim (zm. 1672) – prawosławny patriarcha Antiochii w latach 1648–1672.